# Fairground
Fairground is een nummer van de Britse band Simply Red uit 1995. Het is de eerste single van hun vijfde studioalbum Life.
Na een aantal jaar afwezig te zijn, scoorde Simply Red met "Fairground" weer een hit in zowel Europa als Oceanië. Het nummer bevat een sample van het nummer Give It Up van de Nederlandse housegroep The Goodmen. 
In thuisland het Verenigd Koninkrijk werd de plaat een nummer 1-hit in de UK Singles Chart en ook in Ierland en Italië. 
In Nederland werd de plaat veel gedraaid op Radio 538, Hitradio Veronica en Radio 3FM en werd een grote hit. De plaat bereikte de 6e positie in de Nederlandse Top 40 en de 5e positie in de Mega Top 50.
In België bereikte de plaat de 2e positie in zowel de Vlaamse Ultratop 50 als de Vlaamse Radio 2 Top 30.

## Hitnoteringen

### NPO Radio 2 Top 2000
| Nummer met noteringen in de NPO Radio 2 Top 2000 | '06  | '07  | '08  | '09  | '10  | '11  | '12 | '13  | '14  | '15  | '16  | '17  | '18  | '19  | '20  | '21  | '22  | '23  | '24  |
| ------------------------------------------------ | ---- | ---- | ---- | ---- | ---- | ---- | --- | ---- | ---- | ---- | ---- | ---- | ---- | ---- | ---- | ---- | ---- | ---- | ---- |
| Fairground                                       | 1181 | 1434 | 1878 | 1019 | 1073 | 1029 | 980 | 1215 | 1266 | 1310 | 1522 | 1523 | 1977 | 1984 | 1770 | 1884 | 1849 | 1945 | 1979 |

1. ↑  Een vetgedrukt getal geeft de hoogste notering aan.
2. ↑  2006 was het eerste jaar met een notering voor dit nummer.